# Janet et Cotelle
Janet et Cotelle est une maison française d'édition musicale active à Paris au XIXe siècle.

## Histoire
La maison d'édition est fondée à Paris en 1808 par Pierre-Honoré Janet, fils de Pierre-Étienne Janet, libraire de la rue Saint-Jacques. D'abord commis chez l'éditeur Imbault, Pierre-Honoré Janet s'installe à son compte en 1808 en prenant la succession de Chapelle, marchand de musique situé place du Théâtre-Italien, dont le fonds avait été acquis en 1802 par son père.
Le 16 avril 1810, Janet s'associe avec son beau-frère Alexandre Cotelle, libraire, afin de gérer en commun le fonds musical. Comme Cotelle conserve également son commerce de librairie en plus de l'édition musicale, deux adresses servent de lieux de diffusion aux éditions Janet et Cotelle : 17, rue Neuve-des-Petits-Champs, et 125, rue Saint-Honoré.
La maison Janet et Cotelle rachète plusieurs fonds : le fonds Imbault en 1812, le fonds de la veuve Decombe en 1821, le fonds Boieldieu jeune en 1824, et des lots du fonds Pleyel en 1834. L'éditeur est également dépositaire du fonds Ozi, dit « du Conservatoire » (successeur du Magasin de Musique), à partir de 1826,.
En 1830, Janet et Cotelle compte alors parmi les plus grands éditeurs de musique français. C'est à l'époque « une firme florissante et un lieu de rencontre du Tout-Paris ».
En 1832, Pierre-Honoré Janet meurt mais l'activité se poursuit, toujours sous le nom « Janet et Cotelle ». La maison d'édition ne parvient cependant pas à rembourser les dettes contractées pour acquérir Imbault et est déclarée en faillite le 4 mars 1836. Alexandre Cotel est néanmoins autorisé à poursuivre l'exploitation du fonds. Les échéances sont progressivement remboursées et l'activité se maintient, sous le nom d'« A. Cotelle »,.
En 1838, les locaux principaux sont transférés au 140, rue Saint-Honoré (avec plusieurs adresses secondaires sur le boulevard Montmartre). En 1844, A. Cotelle déménage au 137, rue Saint-Honoré, puis au 3, rue Jean-Jacques-Rousseau en 1855.
Alexandre Cotelle meurt en 1858 et son fils Jean-Alexandre Cotelle prend sa succession à la tête de l'entreprise, à la même adresse, puis au 51, rue Jean-Jacques-Rousseau (à partir de 1868 environ), au 17, rue d'Orléans-Saint-Honoré (à partir de 1883 environ) et enfin au 22, rue des Bons-Enfants (à partir de 1887 environ),.
Après la mort de Jean-Alexandre Cotelle, le fonds de la maison d'édition est dispersé en vente aux enchères en 1890. Les actifs sont repris par Enoch-Costallat et Alphonse Leduc,. 

## Catalogue
Le catalogue Janet et Cotelle couvre tous les genres musicaux : pièces pour répertoire de bal, chansonnettes, romances à succès, ouvrages lyriques (Mozart, Boieldieu, Rossini), musique symphonique et concertante (Haydn, Beethoven, Mozart, Boccherini, Viotti, notamment), partitions de musique de chambre (Haydn, Boccherini, Viotti, Beethoven, Reicha, notamment), œuvres pour piano.
Richard Macnutt relève cependant que l'éditeur encourage peu les compositeurs de son temps et préfère publier de nouvelles éditions d'œuvres déjà installées. À titre d'exemples, les partitions complètes d'opéra publiées par Janet et Cotelle sont le plus souvent des rééditions des planches d'Imbault ou du Magasin de Musique, tout comme les partitions vocales de 17 opéras de Rossini et de 13 opéras de Boieldieu, qui sont de nouvelles éditions ou des rééditions d'œuvres déjà publiées. Le rare opéra notable édité pour la première fois par la maison est La Dame blanche de Boieldieu.
Janet et Cotelle est en particulier connu pour l'édition de 93 quintettes et 52 trios de Boccherini. En musique de chambre, la maison a également publié des recueils de trios, de quatuors et de quintettes de Beethoven, un recueil de quatuors de Haydn, en plus d'une importante quantité de musiques instrumentale et vocale diverses, ainsi que des œuvres littéraires et didactiques de Fétis. 
En 1835, environ 2 500 ouvrages avaient été publiés, avec des planches à la numérotation chronologique fiable, note Richard Macnutt. 
Sous l'ère Jean-Alexandre Cotelle, l'éditeur se spécialise plus particulièrement dans la publication d'ouvrages destinés aux instruments à vent. À cette époque, il est aussi l'un des premiers à publier les œuvres instrumentales de Jacques Offenbach. 